# Каняда Росал
Каняда Росал (на испански: Cañada Rosal) е населено място и община в Испания. Намира се в провинция Севиля, в състава на автономната област Андалусия. Общината влиза в състава на района (комарка) Есиха. Заема площ от 25 km². Населението му е 3242 души (по преброяване от 2010 г.). Разстоянието до административния център на провинцията е 79 km.

## Демография
| 1996 | 1998 | 1999 | 2000 | 2001 | 2002 | 2003 | 2004 | 2005 | 2006 |
| ---- | ---- | ---- | ---- | ---- | ---- | ---- | ---- | ---- | ---- |
| 2904 | 2948 | 3036 | 2988 | 3018 | 3024 | 3044 | 3059 | 3085 |      |